# منطقه مزلقان
منطقه مزلقان مربوط به دوره ساسانیان - دوران‌های تاریخی پس از اسلام است و در شهرستان ساوه، ۶۰ کیلومتری سمت چپ جاده آسفالته واقع شده و این اثر در تاریخ ۱۰ آذر ۱۳۵۴ با شمارهٔ ثبت ۱۲۰۱ به‌عنوان یکی از آثار ملی ایران به ثبت رسیده است.